# Casa Soler i Buxedas
La Casa Soler i Buxedas és un edifici del municipi de Vilafranca del Penedès (Alt Penedès) que forma part de l'Inventari del Patrimoni Arquitectònic de Catalunya. Aquest habitatge està situat a la zona d'eixample que conforma gran part del Poble Nou amb edificis noucentistes.
És un edifici entre mitgeres, amb un jardí a la part davantera. Consta de planta baixa, un pis i terrat. Hi ha una tribuna semicircular i una balustrada de terrat. Les característiques formals de l'edifici són d'estil noucentista.